# Yoo Ok-ryul
 Yoo Ok-ryul (né le 1er mars 1973) est un gymnaste sud-coréen.
Il a été deux fois champion du monde et a participé aux Jeux olympiques de 1992.